# Louis Béguin (homme politique suisse)
Pour les articles homonymes, voir Louis Béguin et Béguin.
Louis Béguin, né le 18 mars 1879 à Vevey et mort le 29 janvier 1957 à Lausanne, est une personnalité politique suisse, membre du parti radical-démocratique. Il est député du canton de Vaud au Conseil national de 1931 à 1935.

## Biographie
Louis Béguin naît le 18 mars 1879 à Vevey, dans le canton de Vaud. Protestant, originaire de Saint-Légier-La Chiésaz, il est le fils de Jean-Louis Béguin et de Pauline Jordan. Il épouse Lucie Wehrli.
Après des études de droit à Lausanne, Heidelberg et Munich, il obtient son doctorat en 1904 à Lausanne, puis son brevet d'avocat en 1906. Il se spécialise comme avocat d'affaires. Il est directeur de l'Association des industries vaudoises dès 1918 et crée en 1927 la Caisse de chômage. Il est membre en 1937 de la commission d'experts pour le tarif douanier et la limitation des importations. Défenseur des commerçants, il lutte contre le monopole du blé de la Confédération,.

### Carrière politique
Il est député du parti radical-démocratique au Grand Conseil vaudois de 1905 à 1933. Durant son mandat, il œuvre notamment, en 1911, à la révision de la loi cantonale sur l'apprentissage et soutient le président de la Chambre vaudoise du commerce, Eugène Faillettaz, dans l'organisation du futur Comptoir suisse. Il défend en outre les commerçants en luttant contre le monopole du blé de la Confédération. Il siège au Conseil national de 1931 à 1935,,.